# Bordel
Et bordel, en seksuel massageklinik eller et horehus er et sted, hvor der fast arbejder prostituerede. I nogle større byer ligger de i red-light districts. I langt de fleste bordeller i Danmark arbejder udelukkende kvindelige sexarbejdere. En bordelmutter er bestyrer af et bordel.
Et bordel har gerne indgang med en lille entré, der fungerer som ventelokale, så kunderne ikke møder hinanden, men efter udført ærinde forlader stedet ad en separat udgang. Hvis kunden ikke har bestilt en bestemt pige, kan pigerne komme ind i venteværelset, så kunden kan vælge. Mange bordeller har 'menukort' med prisen på de seksuelle ydelser og en fast pris på et kvarter - eller en halv, en hel eller flere timer. Mange prostituerede går sammen om lokaler og en telefonpige, der vedligeholder lokalerne.

## Ulovligt i Danmark
I Danmark er rufferi ulovligt ifølge straffelovens § 228 og 229, der omfatter bordeldrift og udlejning af lokaler i hotel eller gæstgiveri til sexsalg.
| „ | § 228. Den, der 1) forleder nogen til at søge fortjeneste ved kønslig usædelighed med andre, 2) for vindings skyld forleder nogen til kønslig usædelighed med andre eller afholder nogen, der driver erhverv ved kønslig usædelighed, fra at opgive det, eller 3) holder bordel, straffes for rufferi med fængsel indtil 4 år. [...] Stk. 2. Den, der udlejer værelse i hotel eller gæstgiveri til benyttelse til erhvervsmæssig utugt, straffes med fængsel indtil 1 år eller under formildende omstændigheder med bøde. | “ |
|   | — Straffeloven, kap. 24 |   |

## Berømte bordeller
- Moonlite Bunny Ranch, Nevada[2]
- Chicken Ranch, Texas[3]
- Yab Yum, Amsterdam

## Bordeller i film
- Call girl centralen "Villa Vennely" (1964)
- Fanny Hill (1964)
- Dagens skønhed (Belle de Jour) (1967)
- Lille mand, pas på! (1968)
- The Cheyenne Social Club (1970)
- Bordellet (1972)
- I Jomfruens tegn (1973)
- Soft Beds, Hard Battles (1974)
- The Happy Hooker (1975)
- Pretty Baby (1978)
- The Best Little Whorehouse in Texas (1982)
- Fanny Hill (1983)
- Bordello of Blood (1996)
- Man on the Moon (1999)
- Born into Brothels (2004)
- Brothel (2006)
- Crank 2 High Voltage (2009)